# Dragon Age: Origins
| Системные требования | Системные требования | Системные требования                                                                           |
| -------------------- | --- | ---------------------------------------------------------------------------------------------- |
|                      | Минимальные | Рекомендуемые                                                                                  |
| Microsoft Windows    | |                                                                                                |
| ОС                   | Windows XP Service Pack 3, Windows Vista Service Pack 1, Windows 7, Windows 8.1 или Windows 10                                                                                 | Windows XP Service Pack 3, Windows Vista Service Pack 1, Windows 7, Windows 8.1 или Windows 10 |
| ЦПУ                  | Intel Core 2 Single 1,6 ГГц (XP) или 1,8 ГГц, (Vista/Win 7) AMD X2 (или эквивалент) 1,8 ГГц (XP) или 2,2 ГГц (Vista/Win 7/Win10)                                               | Intel Core 2 Duo 2,4 ГГц, AMD Phenom II X2 Dual-Core 2,7 ГГц                                   |
| Объём ОЗУ            | 1 Гбайт (XP), 1,5 Гбайт (Vista/Win 7/Win10) | 2 Гбайт (XP), 3 Гбайт (Vista/Win 7/Win10)                                                      |
| Место на диске       | 20 Гбайт | 20 Гбайт                                                                                       |
| Видеокарта           | ATI Radeon X850 128MB или больше, NVIDIA GeForce 6600 GT 128MB или больше (XP), ATI Radeon X1550 256MB или больше, NVIDIA GeForce 7600 GT 256MB или больше (Vista/Win 7/Win10) | ATI 3850 512 MB или больше, NVIDIA 8800GTS 512 MB или больше.                                  |

Dragon Age: Origins (в русской локализации «Dragon Age: Начало») — компьютерная ролевая игра, разработанная канадской студией BioWare и выпущенная компанией Electronic Arts для Windows, Playstation 3, Xbox 360 и macOS в 2009 году. Это первая игра в серии Dragon Age. Разработчики из BioWare описывали игру как «тёмное героическое фэнтези» и называли её духовным наследником серии Baldur’s Gate.
Вымышленному королевству Ферелден, где происходит действие игры, угрожает вторжение демонических «порождений тьмы». Чтобы спасти страну от гибели, главный герой, вступивший в орден Серых Стражей, должен собрать группу соратников, примирить враждующие группировки и остановить гражданскую войну. В ходе Dragon Age: Origins игрок обследует обширный мир игры, вступая в сражения с врагами и выполняя разнообразные задания.
Несмотря на долгий — свыше шести лет — период разработки, Dragon Age: Origins была восторженно воспринята критикой и была удостоена множества наград от разных изданий, в том числе как лучшая компьютерная игра 2009 года. В 2010 году для игры было выпущено дополнение Dragon Age: Origins — Awakening, в 2011 году — игра-продолжение Dragon Age II.

## Игровой процесс
Dragon Age: Origins представляет собой компьютерную ролевую игру с видом от третьего лица. В начале игрок должен создать собственного героя, выбрав для него пол, расу (человек, эльф или гном) и класс (воин, маг или разбойник). Внешность героя можно настроить по своему усмотрению. Сочетание расы и класса определяет, какая из шести возможных предысторий будет использована в качестве начала игры. Герои с разными предысториями начинают игру в разных локациях, и в дальнейшем неигровые персонажи реагируют на героев с разными предысториями по-разному. По мере приобретения очков опыта уровень героя повышается, и его характеристики растут; на седьмом, а также на четырнадцатом уровнях даётся возможность выбрать одну специализацию из четырёх на выбор — с помощью неё можно получить дополнительные способности. В течение игры к герою присоединяются спутники — его может сопровождать до трёх спутников одновременно; для этих спутников раса и класс жестко заданы.
Сражения проходят в реальном времени, где игрок управляет одним активным персонажем — при этом можно переключаться между главным героем и его спутниками; другими участниками боя, как союзниками, так и врагами, управляет компьютер. Игрок в любой момент боя может приостановить игру и назначить определённые команды — они будут выполнены после возобновления игры. Система «тактик» позволяет заранее настроить поведение управляемых компьютером спутников, запрограммировав для них определённые условия и соответствующие им действия: например, игрок может поручить персонажу-магу накладывать заклинание защиты на персонажа-воина, если тот подвергается атаке, или, например, запрограммировать персонажей-стрелков обстреливать в первую очередь врагов с низкими показателями брони, а если здоровье союзников-бойцов ближнего боя снизится меньше 50% — самим достать оружие ближнего боя и сражаться с врагами на малой дистанции. Игрок может наблюдать за сражением вблизи, когда камера находится за плечами активного персонажа, так и отдалить камеру, глядя на сражение с высоты.

## Синопсис

### Сеттинг
Действие происходит в фэнтезийном сеттинге в эпоху условного позднего средневековья на материке Тедас, лежащем в Южном полушарии, большей частью в королевстве Ферелден. Присутствуют несколько разумных рас: люди, эльфы, гномы. Некоторые представители всех разумных рас, кроме гномов, обладают врождённой способностью к магии. Кроме «физического» мира во вселенной игры существует «мир духов», так называемая Тень, в которой обитают демоны. В Тень во сне попадают представители всех рас, кроме гномов, а маги способны входить в неё бодрствуя, с помощью лириума.
Средневековость мира игры выражается в широком распространении религии, напоминающей христианство. Большинство человеческого населения верят в единого Бога, называемого Создателем, и его пророчицу Андрасте, поэтому только женщины служат в Андрастианской Церкви Ферелдена (исключением является отдельная Тевинтерская Церковь, где священные обряды выполняют мужчины). Имеется нетерпимость к язычникам-эльфам и магам. Эльфы сильно пострадали от священных походов на них.
Маги живут в круге магов под пристальным надзором церкви, в лице храмовников, все иные называются отступниками и преследуются.

### Сюжет
Игрок начинает игру с создания персонажа и выбора одной из шести предысторий. Выбор пола не изменяет предыстории, за исключением нюансов. Имя героя игрок может выбрать сам, фамилию изменить нельзя.
Следуя сюжету каждой из предысторий, игрок сталкивается с Серым стражем Дунканом, набирающим новобранцев в ряды ордена, так как приближается Мор — нашествие монстров, известных как «Порождения Тьмы», которых ведёт Архидемон — осквернённый Древний Бог в облике дракона. Вместе с Дунканом игрок отправляется в древнюю крепость Остагар, где ему предстоит пройти обряд посвящения в Серые Стражи и помочь королю Ферелдена Кайлану сразиться с наступающими Порождениями Тьмы. Для обряда посвящения нужна кровь Порождений Тьмы, и игрок вместе с другими новобранцами и Серым Стражем Алистером отправляется добывать её в Дикие Земли Коркари, где заодно, с помощью колдуньи Морриган и её матери — легендарной ведьмы Диких Земель Флемет — находит древние Договоры Серых Стражей. При посвящении каждому новобранцу дают выпить кровь порождений тьмы с добавлением одной капли крови Архидемона, только персонажу игрока суждено выжить.
Начинается битва. По плану короля Кайлана персонаж игрока и Алистер должны зажечь сигнальный огонь на одной из башен, тем самым дав сигнал тэйрну Логэйну (тестю Кайлана) к введению войска в бой. Выясняется, что Порождения Тьмы уже заполонили башню, игроку приходится прорываться с боем, чтобы зажечь огонь, но Логэйн, увидев сигнал, решает отозвать свои войска, тем самым обрекая короля и его армию на гибель. Героя и Алистера спасает обратившаяся в дракона Флемет. Она отправляет вместе с персонажем игрока и Алистером свою дочь Морриган, чтобы та помогла Стражам в борьбе с Мором. Алистер предлагает воспользоваться Договорами и собрать армию из долийских эльфов, магов Круга и орзаммарских гномов, а также обратиться за помощью к его приёмному отцу эрлу Эамону.
Тем временем, предатель Логэйн провозглашает себя регентом, и королевство оказывается на пороге гражданской войны. Герой, Алистер и Морриган прибывают в деревушку Лотеринг, в которой живут беженцы. В таверне на них нападают люди Логэйна, но герой и его спутники отбиваются от них при помощи послушницы Лелианы, которую можно взять в отряд. А проходя по деревне, герои обнаруживают кунари Стэна, которого герой может освободить тем или иным способом и также принять в отряд. При выходе из Лотеринга герой и его отряд видят купца Бодана и его сына Сэндала, атакованных Порождениями Тьмы, и спасают их. Благодарные гномы отправляются в поход вместе с героем и его спутниками.
Дальше герою предстоит выбрать один из четырёх путей — путь в Рэдклиф, где они хотят попросить помощи у эрла Эамона, а также в лагерь долийских эльфов в лесу Бресилиан, гномий город — Орзаммар, и в Башню Круга возле пристани у озера Каленхад. Путешествуя по Ферелдену, игрок посещает эти места и сталкивается с местными проблемами, которые ему приходится решать, каждый раз становясь перед выбором. После решения проблем к вам присоединяются долийские эльфы (или оборотни), маги Круга (или храмовники), армия Рэдклифа, гномы Орзаммара и големы (если была сохранена Наковальня Пустоты). В ходе прохождения основного сюжета у Стража есть возможность принять в отряд ещё двоих спутников: эльфийского наёмного убийцу Зеврана и страдающего алкоголизмом воина-гнома Огрена. Также главного героя могут сопровождать дополнительные сопартийцы: пес-мабари (изначально член отряда, если Серый Страж человек-дворянин) и голем по имени Шейла (если установлено DLC «Каменная пленница»).
Далее герой отправляется в Денерим на Собрание Земель, созванное эрлом Эамоном. Там он ведёт тайную борьбу против тэйрна Логэйна, собирая информацию о его преступлениях. На Собрании Земель он предъявляет эти доказательства, тем самым разоблачая Логэйна.
После Собрания Земель и избрания нового правителя Ферелдена игрок отправляется в Рэдклиф, чтобы сразиться с ордой Порождений Тьмы во главе с явившим себя Архидемоном. Но оказывается, что основные силы Орды движутся на слабо защищённый Денерим. Герой собирает армию и выступает туда. Армия героя добирается до города, когда в нём уже находятся Порождения Тьмы. Он пробивается сквозь Орду, сражаясь с многочисленными врагами и наконец добирается до Архидемона. В конце следует бой на вершине Форта Драккон, где герой побеждает Архидемона и спасает Ферелден от Мора. Игроку присваивают звание Героя/Героини Ферелдена.

## Разработка

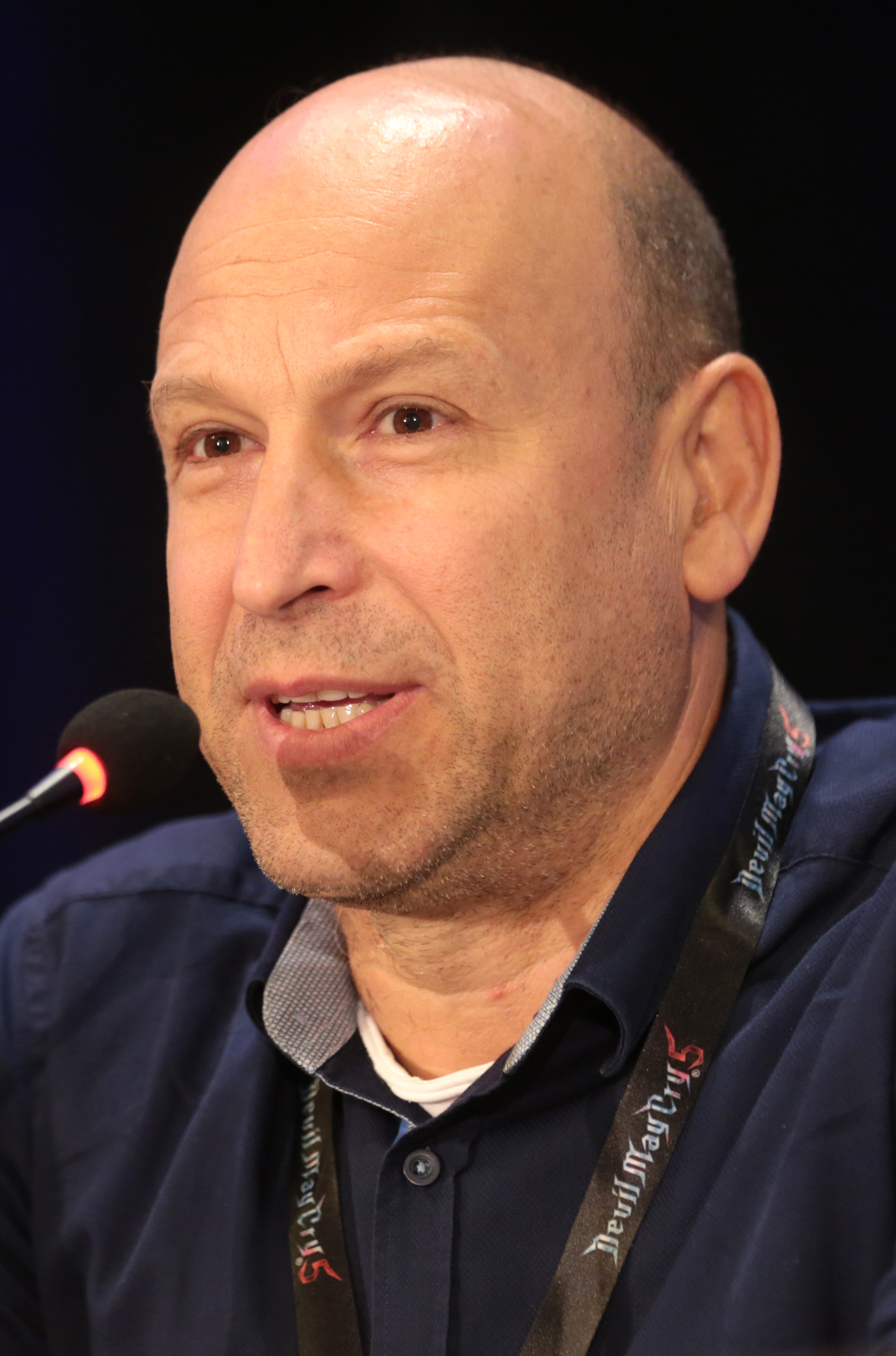
композитор игры Инон Зур

Прототипами визуальных образов Лелианы и Морриган стали реальные девушки — модели журнала Maxim Александра «Alleykatze» Штайн и Виктория Джонсон. Музыку к игре написал израильский композитор Инон Зур.

### Дополнение
В 2010 году Bioware выпустила крупное дополнение к Dragon Age: Origins, «Пробуждение». События в нём происходят через несколько месяцев после событий оригинальной игры. В дополнение можно либо импортировать героя из Origins, продолжая его историю, либо создать нового персонажа — Серого Стража из страны Орлей. Действие игры происходит на территории эрлинга Амарантайн, части Ферелдена, недоступной в оригинальной игре.

### Загружаемый контент
Сразу после выхода игры BioWare начали выпускать загружаемые дополнения, последним из которых стало дополнение «Охота на ведьм», вышедшее 7 сентября 2010 года:

#### Каменная Пленница
Дополнение «Каменная Пленница» (англ. The Stone Prisoner) добавляет в игру квест по заполучению напарницы — каменного голема Шейлы. Шейла — мощный персонаж с богатой предысторией, большим количеством реплик и квестом, связанным с ней.

#### Крепость Стражей
Дополнение «Крепость Стражей» (англ. Warden's Keep) добавляет в игру локацию «Пик Солдата» (англ. Soldier’s Peak), по мере прохождения которой игроку открываются новые страницы истории ордена Серых Стражей, в частности, становится понятно, почему Серые Стражи были изгнаны из Ферелдена. Герой также получает возможность обучиться новым способностям, которые называются «Сила крови». Умения «Силы крови» соответствуют тому классу, который вы выбрали в начале игры.

#### Доспех Кровавого Дракона
Дополнение «Доспех Кровавого Дракона» (англ. Blood Dragon Armor) даёт доступ к уникальному набору брони, который доступен также в Mass Effect 2 и Mass Effect 3. Это дополнение включается активированием кода из коробочной версии игры.

#### Возвращение в Остагар
19 ноября 2009 года было анонсировано новое загружаемое дополнение — «Возвращение в Остагар» (англ. Return to Ostagar). Через некоторое время после релиза в начале января дополнение было убрано с мест загрузок, из-за наличия обнаруженных ошибок. В конце концов, «Возвращение в Остагар» всё-таки вышло в свет 29 января в Xbox Live Marketplace. Это дополнение позволяет вернуться в Остагар, чтобы собрать оружие Дункана, доспехи Кайлана, найти тайные документы и с честью похоронить короля. Стоимость «Возвращения в Остагар» составляет $ 6.60 для PlayStation Network, 400 Microsoft Points в Xbox Live Marketplace и 400 BioWare Points для РС.

#### Хроники Порождений Тьмы
Дополнение вышло 18 мая 2010 года на ПК и Xbox 360 и называется «Хроники Порождений Тьмы» (англ. The Darkspawn Chronicles). Стоит $5 или 400 BioWare points. Немного позже вышло и на PS3. Дополнение является «альтернативой» финала событий Origins: «что было бы, если бы ваш персонаж погиб при посвящении, и отряд возглавил бы Алистер». В этом дополнении игрок играет за порождений тьмы в роли главнокомандующего Авангарда и должен захватить Денерим, убив всех сопартийцев из Origins, а также известных по сюжету персонажей. Фактически кампания представляет собой финальные миссии оригинальной истории Dragon Age, однако полностью противоположные. Геймплей в дополнении был частично видоизменён.

#### Песнь Лелианы
«Песнь Лелианы» (англ. Leliana's Song) вышло 7 июля 2010 для всех платформ, цена дополнения составляет 560 Microsoft points для Xbox 360, 560 BioWare points для PC и $6,99 для PS3. В этом DLC игроку предстоит играть за Лелиану в те времена, когда она была юным бардом на службе у криминала, замешанного в политических интригах. Сопровождая собственного ментора Маржолайн в одном особенно опасном задании, Лелиана оказывается опутана интригами, из которых не помогут выбраться ни её красота, ни очарование, ни скрытность.
DLC характерен тем, что все диалоги Лелианы полностью озвучены, в отличие от оригинала где ГГ неозвучен. Также это первый DLC где нет ни русского озвучивания, ни официального перевода текста и диалогов. Фанатский русификатор субтитров выпущен BioWare Russian Community 14 июля 2010 для ПК.

#### Големы Амгаррака
Дополнение «Големы Амгаррака» (англ. The Golems of Amgarrak) вышло 10 августа 2010 года. В нём игроку предстоит спуститься под землю для спасения пропавшей экспедиции гномов, которая отправилась искать древние секреты создания големов. В DLC можно импортировать персонажа, которым вы играли в Dragon Age: Origins или Dragon Age: Origins – Awakening. Дополнение также не содержит русской локализации. Неофициальный русификатор субтитров выпущен BioWare Russian Community 16 августа 2010 для ПК.

#### Охота на ведьм
25 августа на официальном сайте Dragon Age появилась новость о том, что 7 сентября выйдет новое дополнение для Dragon Age: Origins под названием «Охота на ведьм» (англ. Witch Hunt). В нём игроку предстоит устроить охоту на старую знакомую Серого Стража, ведьму Морриган, которая в конце оригинальной игры ушла в неизвестном направлении и попросила «за ней не следовать». Это последнее дополнение для игры Dragon Age: Origins. Этот DLC также был переведён BioWare Community.

## Реакция критиков и награды
| Сводный рейтинг           | Сводный рейтинг                                                      |
| Агрегатор                 | Оценка                                                               |
| ------------------------- | -------------------------------------------------------------------- |
| GameRankings              | 90,63 % (ПК) 86,98 % (X360) 86,39 % (PS3)                            |
| Metacritic                | 91 % (PC, 65 обзоров) 87 % (PS3, 40 обзоров) 86 % (X360, 67 обзоров) |
| Иноязычные издания        |                                                                      |
| Издание                   | Оценка                                                               |
| Game Informer             | 9/10                                                                 |
| GameSpot                  | 9,5/10                                                               |
| IGN                       | 8,7/10                                                               |
| PC Gamer (UK)             | 94 %                                                                 |
| Official Xbox Magazine UK | 8/10                                                                 |
| Русскоязычные издания     |                                                                      |
| Издание                   | Оценка                                                               |
| Absolute Games            | 92 %                                                                 |
| StopGame.ru               | «Изумительно»                                                        |
| «Игромания»               | 9/10                                                                 |
| «Игры Mail.ru»            | «9,5/10»                                                             |
| «ЛКИ»                     | 100 %                                                                |

Игра была очень хорошо воспринята критиками.
Игра получила самый высокий рейтинг журнала ЛКИ (100 баллов) за всю его историю существования.
По мнению сайта GameSpot, Dragon Age: Origins — «Лучшая игра для ПК 2009 г.», а по мнению пользователей сайта Gamespot.com — «Лучшая RPG 2009», «Лучшая игра для ПК 2009 г.», «Лучшая история», «Best Original IP», «Лучший сюжет и диалоги».
Игра победила в номинациях «Игра года»
и «RPG года»
(2009) журнала Игромания, а «Видеомания», мультиплатформенное видеоприложение к журналу, поместило игру на 2-е место в списке игр года.
Российский портал Absolute Games дал игре оценку 92 из 100. «Dragon Age: Origins» также заняла первые места в номинациях «Лучшая игра для PC», «Лучшая RPG», «Лучшее игровое повествование», «Лучший визуальный ряд», «Лучшие пререндеренные ролики», «Лучший звук», «Лучшая музыка» и «Лучшая заглавная музыкальная тема» по результатам ежегодного опроса читателей AG в 2009.
Кроме того, игра заняла второе место в номинации «Самая кровавая/жестокая игра» и третье — в номинациях «Лучшая игра для Xbox 360» и «Лучшая игра для PS3».
Также российский портал StopGame.ru присудил игре победу в номинациях «Лучшая ролевая игра года», «Лучший сюжет года» и «Игра года».
Официальное дополнение «Awakening» получило от AG оценку 89 из 100, войдя в 13 лучших игр года по мнению редакции.
По результатам опроса читателей, дополнение заняло первое место в номинации «Лучшее дополнение/DLC» и третье — в «Лучшее игровое повествование» и «Самая кровавая/жестокая игра».